# Muhammad Mokaev
Muhammad Muradovich Mokaev (en russe : Мухаммад Мурадович Мокаев), né le 30 juillet 2000 à Bouïnaksk (Daghestan, Russie), est un pratiquant russo-britannique d'arts martiaux mixtes (MMA). Il combat actuellement dans la catégorie des poids mouches.

## Biographie

### Jeunesse et débuts en lutte libre
Muhammad Muradovich Mokaev naît le 30 juillet 2000 à Bouïnaksk, en république du Daghestan, sujet de la fédération de Russie. Il est issu d'une famille de Koumyks. Peu après le décès de sa mère, il déménage en Angleterre à l'âge de 12 ans avec son père. À leur arrivée, ils sont placés dans un camp de réfugiés à Liverpool, en Angleterre du Nord-Ouest, où ils reçoivent 5 livres sterling par jour pour survivre. Ils sont ensuite transférés à Wigan, dans le Grand Manchester, au cours de leur premier mois au Royaume-Uni. Il s'essaye à la lutte libre au Daghestan, mais ne commence à apprécier cette discipline que lorsqu'il a rejoint le Manchester Wrestling Club en 2013 et se lance dans la compétition.
Muhammad Mokaev est deux fois médaillé aux championnats britanniques et champion national anglais. Il participe aux championnats du monde U23 de 2021 et au Ion Corneanu and Ladislau Simon Memorial de 2021. Au niveau junior, il est quatre fois champion britannique, remportant le tournoi de 2014 à 2017, et il participe également aux championnats d'Europe de 2017. Il s'est également initié au jiu-jitsu brésilien et à la lutte avec soumission, devenant deux fois champion de l'ADCC UK (division intermédiaire) dans cette dernière discipline.

### Carrière dans les arts martiaux mixtes

#### Brave CF (2020-2021)
Le 1er août 2020, il affronte le Nord-Irlandais Glenn McVeigh à Stockholm, en Suède, et remporte le combat par décision unanime. Le 22 août 2020, il affronte l'Anglais Hayden Sherriff à Manchester, en Angleterre, et remporte le combat par KO technique lors de la première reprise. Le 1er octobre 2020, il affronte l'Anglais Jamie Kelly à Manama, au Bahreïn, et remporte le combat par soumission lors de la troisième reprise. Le 22 novembre 2020, il affronte l'Anglais Dave Jones à Glasgow, en Écosse, et remporte le combat par KO technique lors de la troisième reprise.
Le 25 mars 2021, il affronte le Finlandais Abdul Hussein à Manama, au Bahreïn, et remporte le combat par décision unanime. Le 4 juin 2021, il affronte le Géorgien Ibragim Navruzov à Minsk, en Biélorussie. Le combat est sans décision à la suite d'un coup de pied accidentel à l'aine qui empêche Ibragim Navruzov de continuer. Le 25 septembre 2021, il affronte l'Irlandais Blaine O'Driscoll à Konin, en Pologne, et remporte le combat par soumission lors de la deuxième reprise.

#### Ultimate Fighting Championship (2022-2024)
Le 19 mars 2022, il affronte l'Américain Cody Durden à Londres, en Angleterre, et remporte le combat par soumission lors de la première reprise,,. Sa prestation lors de cet évènement est désignée Performance de la soirée. Le 23 juillet 2022, il affronte l'Américain Charles Johnson à Londres, en Angleterre, et remporte le combat par décision unanime,,. Le 22 octobre 2022, il affronte le Canadien Malcolm Gordon à Abou Dabi, aux Émirats arabes unis, et remporte le combat par soumission lors de la troisième reprise,,.
Le 18 mars 2023, il affronte le Brésilien Jafel Filho à Londres, en Angleterre, et remporte le combat par soumission lors de la troisième reprise,,. Le 21 octobre 2023, il affronte l'Américain Tim Elliott à Abou Dabi, aux Émirats arabes unis, et remporte le combat par soumission lors de la troisième reprise,.
Le 2 mars 2024, il affronte l'Américain Alex Perez à Las Vegas, dans le Nevada, et remporte le combat par décision unanime,. Le 27 juillet 2024, il affronte le Portugais Manel Kape à Manchester, en Angleterre, et remporte le combat par décision unanime,. Après le combat, Dana White fait allusion à l'expiration du contrat de Muhammad Mokaev : « Je pense que la Professional Fighters League (PFL) va se doter d'un grand homme invaincu »,.

#### Brave CF (2024-)
Le 13 décembre 2024, il affronte le Philippin Joevincent So à Madinat 'Isa, au Bahreïn, et remporte le combat par soumission lors de la première reprise,.

## Palmarès en arts martiaux mixtes

### Distinctions
- Ultimate Fighting Championship
  - Performance de la soirée (× 1) : face à Cody Durden[11].

| 15 combats     | 14 victoires | 0 défaites |
| Par KO         | 2            | 0          |
| Par soumission | 7            | 0          |
| Sur décision   | 5            | 0          |
| Sans décision  | 1            | 1          |

### Historique des combats
| Résultat      | Record   | Adversaire        | Méthode                                       | Événement                               | Date              | Round | Temps | Lieu                           | Notes                          |
| ------------- | -------- | ----------------- | --------------------------------------------- | --------------------------------------- | ----------------- | ----- | ----- | ------------------------------ | ------------------------------ |
| Victoire      | 14-0 (1) | Joevincent So     | Soumission (brabo choke)                      | Brave CF 91                             | 13 décembre 2024  | 1     | 1:52  | Madinat 'Isa, Bahrain          | Combat en poids intermédiaire. |
| Victoire      | 13-0 (1) | Manel Kape        | Décision unanime                              | UFC 304                                 | 27 juillet 2024   | 3     | 5:00  | Manchester, Angleterre         |                                |
| Victoire      | 12-0 (1) | Alex Perez        | Décision unanime                              | UFC Fight Night: Rozenstruik vs. Gaziev | 2 mars 2024       | 3     | 5:00  | Las Vegas, Nevada, États-Unis  |                                |
| Victoire      | 11-0 (1) | Tim Elliott       | Soumission (étranglement bras-tête)           | UFC 294                                 | 21 octobre 2023   | 3     | 3:03  | Abou Dabi, Émirats arabes unis |                                |
| Victoire      | 10-0 (1) | Jafel Filho       | Soumission (étranglement arrière)             | UFC 286                                 | 18 mars 2023      | 3     | 4:32  | Londres, Angleterre            |                                |
| Victoire      | 9-0 (1)  | Malcolm Gordon    | Soumission (clé de bras)                      | UFC 280                                 | 22 octobre 2022   | 3     | 4:26  | Abou Dabi, Émirats arabes unis |                                |
| Victoire      | 8-0 (1)  | Charles Johnson   | Décision unanime                              | UFC Fight Night: Blaydes vs. Aspinall   | 23 juillet 2022   | 3     | 5:00  | Londres, Angleterre            |                                |
| Victoire      | 7-0 (1)  | Cody Durden       | Soumission (étranglement en guillotine)       | UFC Fight Night: Volkov vs. Aspinall    | 19 mars 2022      | 1     | 0:58  | Londres, Angleterre            | Performance de la soirée.      |
| Victoire      | 6-0 (1)  | Blaine O'Driscoll | Soumission (étranglement arrière)             | Brave CF 54                             | 25 septembre 2021 | 2     | 1:36  | Konin, Pologne                 |                                |
| Sans décision | 5-0 (1)  | Ibragim Navruzov  | NC (coup de pied accidentel à l'aine)         | Brave CF 51                             | 4 juin 2021       | 1     | 1:24  | Minsk, Biélorussie             |                                |
| Victoire      | 5-0      | Abdul Hussein     | Décision unanime                              | Brave CF 49                             | 25 mars 2021      | 3     | 5:00  | Manama, Bahreïn                | Début en poids mouches.        |
| Victoire      | 4-0      | Dave Jones        | TKO (coups de poing)                          | Celtic Gladiator 28                     | 22 novembre 2020  | 3     | 2:11  | Glasgow, Écosse                |                                |
| Victoire      | 3-0      | Jamie Kelly       | Soumission (étranglement arrière)             | Brave CF 43                             | 1er octobre 2020  | 3     | 2:11  | Manama, Bahreïn                |                                |
| Victoire      | 2-0      | Hayden Sherriff   | TKO (coup de pied au corps et coups de poing) | Celtic Gladiator 27                     | 22 août 2020      | 1     | 0:51  | Manchester, Angleterre         |                                |
| Victoire      | 1-0      | Glenn McVeigh     | Décision unanime                              | Brave CF 37                             | 1er août 2020     | 3     | 5:00  | Stockholm, Suède               | Début en poids coqs.           |